# Yūta Narawa
Yūta Narawa (jap. 奈良輪 雄太 Narawa Yūta; ur. 29 sierpnia 1987) – japoński piłkarz występujący na pozycji pomocnika. Obecnie występuje w Shonan Bellmare.

## Kariera klubowa
Od 2010 roku występował w klubach Sagawa Shiga, Yokohama F. Marinos i Shonan Bellmare.